# Quavo
Квейвіус Кеяте Маршалл (англ. Quavious Keyate Marshall, нар. 2 квітня 1991, Атенс), більш відомий як Квейво (англ. Quavo) — американський репер, співак, автор пісень і продюсер. Насамперед відомий як член хіп-хоп тріо Migos.

## Дискографія

### Студійні альбоми
- Quavo Huncho (2018)
- Rocket Powers (2023)